# 3GPP
3rd Generation Partnership Project (3GPP) este un termen generic pentru o serie de organizații de standardizare care dezvoltă protocoale pentru telecomunicațiile mobile. Cea mai cunoscută activitate a acestuia este dezvoltarea și întreținerea:
- GSM și standardele 2G și 2.5G aferente, inclusiv GPRS și EDGE
- UMTS și standardele 3G aferente, inclusiv HSPA și HSPA+
- LTE și standardele 4G aferente, inclusiv LTE Advanced și LTE Advanced Pro
- 5G NR⁠(d) și standardele 5G conexe, inclusiv 5G-Advanced
- Un subsistem multimedia IP (IMS) evoluat, dezvoltat într-o manieră independentă de acces

3GPP este un consorțiu cu șapte organizații naționale sau regionale de standarde de telecomunicații ca membri principali („parteneri organizaționali”) și o varietate de alte organizații ca membri asociați („parteneri de reprezentare a pieței”). 3GPP își organizează activitatea în trei fluxuri diferite: Rețele de acces radio, Servicii și aspecte ale sistemelor și Rețeaua centrală și terminale.
Proiectul a fost înființat în decembrie 1998 cu scopul de a dezvolta o specificație pentru un sistem de telefonie mobilă 3G bazat pe sistemul 2G GSM, în cadrul domeniului de aplicare al International Mobile Telecommunications-2000 al Uniunii Internaționale a Telecomunicațiilor, de unde și numele 3GPP. Acesta nu trebuie confundat cu 3rd Generation Partnership Project 2 (3GPP2), care a dezvoltat un sistem 3G concurent, CDMA2000⁠(d).
Echipa de sprijin administrativ 3GPP (cunoscută sub numele de „Centrul de competență mobilă”) se află la sediul Institutului European pentru Standarde în Telecomunicații din parcul tehnologic Sophia Antipolis din Franța.

## Parteneri organizaționali
Cei șapte parteneri organizaționali 3GPP provin din Asia, Europa și America de Nord. Scopul lor este de a stabili politica și strategia generală a 3GPP și de a îndeplini următoarele sarcini:
- Aprobarea și menținerea domeniului de aplicare 3GPP;
- Menținerea descrierii proiectului de parteneriat;
- Luarea deciziei de creare sau încetare a grupurilor de specificații tehnice și aprobarea domeniului de aplicare și a termenilor de referință ai acestora;
- Aprobarea cerințelor de finanțare ale partenerului organizațional;
- Alocarea de resurse umane și financiare furnizate de partenerii organizaționali Grupului de coordonare a proiectului;
- Acționează ca un organism de apel cu privire la aspectele procedurale care le sunt adresate.

Împreună cu partenerii de reprezentare a pieței (MRP) îndeplinesc următoarele sarcini:
- Menținerea acordului privind proiectul de parteneriat;
- Aprobarea cererilor de parteneriat 3GPP;
- Luarea unei decizii cu privire la o eventuală dizolvare a 3GPP.

Partenerii organizaționali sunt:
| Organizație                                                           | Țara/regiune               | Site-ul web |
| --------------------------------------------------------------------- | -------------------------- | ----------- |
| Asociația Industriilor și Afacerilor Radio (ARIB)                     | Japonia                    | ARIB        |
| Alianța pentru Soluții pentru Industria de Telecomunicații (ATIS)     | Statele Unite ale Americii | ATIS        |
| Asociația Chinei pentru Standarde de Comunicații (CCSA)               | China                      | CCSA        |
| Institutul European pentru Standarde în Telecomunicații (ETSI)        | Europa                     | ETSI        |
| Societatea de Dezvoltare a Standardelor de Telecomunicații⁠(d) (TSDSI) | India                      | TSDSI       |
| Asociația pentru Tehnologia Telecomunicațiilor (TTA)                  | Coreea de Sud              | TTA         |
| Comitetul pentru Tehnologia Telecomunicațiilor (TTC)                  | Japonia                    | TTC         |

## Parteneri de reprezentare a pieței
Partenerii organizaționali 3GPP pot invita un partener de reprezentare a pieței să ia parte la 3GPP, care:
- Are capacitatea de a oferi 3GPP consultanță privind piața și de a aduce în cadrul 3GPP o viziune consensuală asupra cerințelor pieței (de exemplu, servicii, caracteristici și funcționalități) care intră în domeniul de aplicare al 3GPP;
- Nu are capacitatea și autoritatea de a defini, publica și stabili standarde în domeniul de aplicare al 3GPP, la nivel național sau regional;
- S-a angajat să respecte integral sau parțial domeniul de aplicare 3GPP;
- A semnat acordul de parteneriat pentru proiect.

Începând cu iunie 2021, partenerii de reprezentare a pieței sunt:
| Organizație                                     | Site-ul web                               |
| ----------------------------------------------- | ----------------------------------------- |
| 5G-ACIA                                         | http://www.5g-acia.org                    |
| 5G Automotive Association                       | http://www.5gaa.org/                      |
| 5G Americas                                     | http://www.5gamericas.org                 |
| 5G Deterministic Networking Alliance (5GDNA)    | https://www.5gdna.org/                    |
| 5G Infrastructure Association                   | https://5g-ppp.eu/association/            |
| 5G Media Action Group (5G-MAG)                  | http://www.5g-mag.com/                    |
| Automotive Edge Computing Consortium (AECC)     | https://aecc.org/                         |
| Broadband India Forum                           | http://www.broadbandindiaforum.com/       |
| Cellular Operators Association of India (COAI)  | https://www.coai.com                      |
| China Society of Automotive Engineers (CSAE)    | http://www.sae-china.org/                 |
| CTIA                                            | http://ctia.org/                          |
| EMEA Satellite Operators Association (ESOA)     | https://www.esoa.net/                     |
| Global Certification Forum (GCF)                | https://www.globalcertificationforum.org/ |
| Global mobile Suppliers Association (GSA)       | https://gsacom.com/                       |
| GSMA⁠(d)                                         | https://www.gsma.com/                     |
| IPV6 Forum                                      | https://www.ipv6forum.com/                |
| Next Generation Mobile Networks (NGMN)          | https://www.ngmn.org/                     |
| Public Safety Communication Europe (PSCE) Forum | http://www.psc-europe.eu/                 |
| Small Cell Forum                                | https://www.smallcellforum.org/           |
| TCCA                                            | https://tcca.info/                        |
| TD Industry Alliance                            | http://www.tdia.cn/                       |
| Wireless Broadband Alliance                     | http://www.wballiance.com/                |

## Standarde
Standardele 3GPP sunt structurate ca versiuni. Astfel, discuțiile despre 3GPP se referă frecvent la funcționalitatea dintr-o versiune sau alta.
| Versiune   | Lansată în | Informații |
| ---------- | ---------- | --- |
| Phase 1    | 1992       | Caracteristici GSM |
| Phase 2    | 1995       | Caracteristici GSM, EFR⁠(d) Codec, |
| Release 96 | 1997 Q1    | Caracteristici GSM, 14.4 kbit/s Rata de date a utilizatorului, |
| Release 97 | 1998 Q1    | Caracteristici GSM, GPRS |
| Release 98 | 1999 Q1    | Caracteristici GSM, codec AMR⁠(d), EDGE, GPRS pentru PCS1900 |
| Release 99 | 2000 Q1    | A specificat primele rețele UMTS 3G, încorporând o interfață aeriană CDMA |
| Release 4  | 2001 Q2    | Denumit inițial Release 2000 – caracteristici adăugate, inclusiv o rețea centrală all-IP⁠(d) |
| Release 5  | 2002 Q1    | Introdus IMS și HSDPA |
| Release 6  | 2004 Q4    | Funcționare integrată cu rețele LAN wireless⁠(d) și adaugă HSUPA, MBMS, îmbunătățiri la IMS, cum ar fi Push to Talk over Cellular (PoC)⁠(d), GAN⁠(d) |
| Release 7  | 2007 Q4    | Se concentrează pe scăderea latenței, îmbunătățiri ale QoS și aplicații în timp real, cum ar fi VoIP. Această specificație se concentrează, de asemenea, pe HSPA+ (High Speed Packet Access Evolution), protocolul SIM de mare viteză și interfața front-end fără contact (Near Field Communication care permite operatorilor să furnizeze servicii fără contact, cum ar fi plățile mobile⁠(d)), EDGE Evolution. |
| Release 8  | 2008 Q4    | Prima versiune LTE. Rețea all-IP (SAE). Noua interfață radio bazată pe OFDMA⁠(d), FDE⁠(d) și MIMO⁠(d) care nu este compatibilă cu interfețele CDMA anterioare. Dual-Cell HSDPA. UMTS HNB⁠(d). |
| Release 9  | 2009 Q4    | Îmbunătățiri SAES, interoperabilitate WiMAX și LTE/UMTS. HSDPA Dual-Cell cu MIMO⁠(d), Dual-Cell HSUPA. LTE HeNB⁠(d). Serviciul de difuzare și multicast multimedia evoluat (EMBMS⁠(d)). |
| Release 10 | 2011 Q1    | LTE Advanced⁠(d) îndeplinește cerințele IMT Advanced 4G. Compatibil inversă cu versiunea 8 (LTE). Multi-Cell HSDPA (4 operatori). |
| Release 11 | 2012 Q3    | Interconectarea IP avansată a serviciilor. Interconectarea nivelului de servicii⁠(d) între operatorii naționali, precum și între furnizorii de aplicații terți. Îmbunătățiri alerețelelor eterogene (HetNet) operare coordonată multipunct (CoMP). Coexistența în dispozitiv (IDC). |
| Release 12 | 2015 Q1    | Celule mici⁠(d) îmbunătățite (modulație de ordin superior, conectivitate dublă, descoperirea celulelor, autoconfigurare), agregarea operatorilor⁠(d) (2 operatori uplink, 3 operatori downlink, agregarea operatorilor FDD/TDD), MIMO (modelarea canalelor 3D, formarea fasciculelor de elevație, MIMO masiv), servicii noi și îmbunătățite (costul și gama MTC, comunicarea D2D⁠(d), îmbunătățiri eMBMS) |
| Release 13 | 2016 Q1    | LTE-Advanced Pro. LTE fără licență⁠(d), LTE îmbunătățiri LTE pentru comunicații de tip mașină. Elevation Beamforming / Full-Dimension MIMO, poziționare în interior. |
| Release 14 | 2017 Q2    | Eficiență energetică, servicii de localizare (LCS), Mission Critical Data over LTE, Mission Critical Video over LTE, direcționare flexibilă a serviciilor mobile (FMSS), supliment de difuzare multimedia pentru sistemul de avertizare publică (MBSP), îmbunătățire pentru serviciile TV prin eMBMS, Internet obiectelor masiv, serviciul de difuzare celulară (CBS |
| Release 15 | 2018 Q2    | Prima versiune 5G NR⁠(d) („New Radio”). Suport pentru serviciul 5G Vehicle-to-x, subsistemul de rețea centrală multimedia IP (IMS), viitorul sistem de comunicații mobile feroviare |
| Release 16 | 2020 Q3    | Sistemul 5G – Faza 2: îmbunătățiri 5G, acces bazat pe NR la spectrul fără licență (NR-U), acces prin satelit |
| Release 17 | 2022 Q1    | TSG RAN: Mai multe caracteristici care continuă să fie importante pentru eficiența și performanța generală a 5G NR: MIMO, îmbunătățiri ale partajării spectrului, economisirea energiei UE și îmbunătățiri ale acoperirii. RAN1 va întreprinde, de asemenea, studiile și specificațiile necesare pentru îmbunătățirea stratului fizic în vederea suportării benzilor de frecvență de până la 71 GHz. Grupurile TSG SA s-au axat pe îmbunătățiri suplimentare ale sistemului 5G și pe facilitatori pentru noi caracteristici și servicii: Suport îmbunătățit pentru: rețele nepublice, internetul obiectelor industrial, dispozitive NR de complexitate redusă, Edge computing⁠(d) în 5GC, dirijarea traficului de acces, suport pentru comutare și divizare, automatizarea rețelelor pentru 5G, Network slicing⁠(d), servicii V2X avansate, suport USIM multiplu, servicii bazate pe proximitate în 5GS, servicii de difuzare multicast 5G, aeronave fără pilot (UAS), acces prin satelit în 5G, servicii de localizare 5GC, serviciu prioritar multimedia... |
| Release 18 | 2023 Q4    | 5G-Advanced. Introducerea altor tehnici bazate pe învățarea automată la diferite niveluri ale rețelei wireless. Edge computing⁠(d), evoluția serviciului de telefonie multimedia IMS, energie și infrastructură inteligente, relee montate pe vehicule, poziționare de mare precizie cu consum redus de energie pentru scenariile IoT industriale, acces îmbunătățit la și suport pentru Network slicing⁠(d), backhaul prin satelit în 5G... |

Fiecare versiune încorporează sute de documente individuale de specificații tehnice și rapoarte tehnice, fiecare dintre acestea putând fi revizuite de mai multe ori. Standardele 3GPP actuale includ cea mai recentă revizuire a standardelor GSM.
Documentele sunt disponibile gratuit pe site-ul web al 3GPP. Specificațiile tehnice acoperă nu numai partea radio („interfața aeriană”) și rețeaua centrală, ci și informațiile de facturare și codificarea vorbirii până la nivelul codului sursă. De asemenea, sunt specificate aspecte criptografice (cum ar fi autentificarea, confidențialitatea).

## Grupuri de specificații
Specificațiile 3GPP sunt elaborate în cadrul grupurilor de specificații tehnice (TSG) și al grupurilor de lucru (WG).
Există trei grupuri de specificații tehnice, fiecare dintre acestea fiind format din mai multe grupuri de lucru:
- RAN (Rețea de acces radio): RAN specifică UTRAN⁠(d) și E-UTRAN⁠(d). Acesta este compus din șase grupuri de lucru.

| WG      | Stenografia | Domeniul de aplicare                                                | Specificații          |
| ------- | ----------- | ------------------------------------------------------------------- | --------------------- |
| RAN WG1 | RAN1        | Stratul radio 1 (stratul fizic)                                     | Lista specificațiilor |
| RAN WG2 | RAN2        | Controlul resurselor radio la nivelul 2 și 3 al stratului radio     | Lista specificațiilor |
| RAN WG3 | RAN3        | Arhitectura UTRAN, E-UTRAN, NG-RAN și interfețele de rețea aferente | Lista specificațiilor |
| RAN WG4 | RAN4        | Performanțe radio și aspecte legate de protocol                     | Lista specificațiilor |
| RAN WG5 | RAN5        | Testarea conformității terminalelor mobile                          | Lista specificațiilor |

- SA (Aspecte privind serviciile și sistemele): SA specifică cerințele privind serviciile și arhitectura generală a sistemului 3GPP. Acesta este, de asemenea, responsabil pentru coordonarea proiectului. SA este compus din șase grupuri de lucru.

| WG     | Stenografia | Domeniul de aplicare                                        | Specificații          |
| ------ | ----------- | ----------------------------------------------------------- | --------------------- |
| SA WG1 | SA1         | Servicii                                                    | Lista specificațiilor |
| SA WG2 | SA2         | Arhitectură                                                 | Lista specificațiilor |
| SA WG3 | SA3         | Securitate                                                  | Lista specificațiilor |
| SA WG4 | SA4         | Codec                                                       | Lista specificațiilor |
| SA WG5 | SA5         | Management, orchestrare și încărcare                        | Lista specificațiilor |
| SA WG6 | SA6         | Facilitarea aplicațiilor și aplicații de comunicare critice | Lista specificațiilor |

- CT (Rețea centrală și terminale): CT specifică rețeaua centrală și părțile terminale ale 3GPP. Acesta include protocoalele de nivel 3 rețea centrală – terminal. Este compus din cinci grupuri de lucru.

| WG     | Stenografia | Domeniul de aplicare                                 | Specificații          |
| ------ | ----------- | ---------------------------------------------------- | --------------------- |
| CT WG1 | CT1         | Echipament utilizator – Protocoale de rețea centrală | Lista specificațiilor |
| CT WG2 | CT2         | închis                                               |                       |
| CT WG3 | CT3         | Interfuncționarea cu rețelele externe                | Lista specificațiilor |
| CT WG4 | CT4         | Protocoale de rețea centrală                         | Lista specificațiilor |
| CT WG5 | CT5         | închis                                               |                       |
| CT WG6 | CT6         | Aspecte privind aplicarea cardurilor inteligente     | Lista specificațiilor |

- GERAN (Rețea de acces radio GSM/EDGE):

Închiderea GERAN a fost anunțată în ianuarie 2016. Activitatea de specificații privind sistemul GSM/EDGE a fost transferată către RAN WG, RAN6. RAN6 a fost închis în iulie 2020 (https://www.3gpp.org/news-events/2128-r6_geran).
Structura 3GPP include, de asemenea, un grup de coordonare a proiectelor, care este cel mai înalt organism decizional. Misiunile sale includ gestionarea calendarului general și a progresului lucrărilor.

## Procesul de standardizare
Activitatea de standardizare 3GPP este bazată pe contribuții. Companiile („membri individuali”) participă prin aderarea lor la un partener organizațional 3GPP. Începând cu decembrie 2020, 3GPP este compus din 719 membri individuali.
Specificațiile sunt elaborate la nivel de GL și de TSG:
- Grupurile de lucru 3GPP au mai multe reuniuni pe an. Acestea pregătesc și discută cererile de modificare a specificațiilor 3GPP. O cerere de modificare acceptată la nivel de grup de lucru este denumită „acceptată”.
- TSG-urile 3GPP organizează reuniuni plenare trimestriale. TSG-urile pot „aproba” cererile de modificare care au fost acceptate la nivel de grup de lucru. Unele specificații se află sub responsabilitatea directă a TSG-urilor și, prin urmare, cererile de modificare pot fi gestionate și la nivelul TSG-urilor. Cererile de modificare aprobate sunt ulterior încorporate în specificațiile 3GPP.

3GPP urmează o metodologie în trei etape, astfel cum este definită în Recomandarea ITU-T⁠(d) I.130:
- Specificațiile etapei 1 definesc cerințele serviciului din punctul de vedere al utilizatorului.
- Specificațiile etapei 2 definesc o arhitectură pentru a susține cerințele serviciului.
- Specificațiile etapei 3 definesc o implementare a arhitecturii prin specificarea în detaliu a protocoalelor.

Specificațiile de testare sunt uneori definite ca fiind etapa 4, deoarece urmează etapa 3.
Specificațiile sunt grupate în versiuni. O versiune constă într-un set de caracteristici și specificații coerente din punct de vedere intern.
Termenele sunt definite pentru fiecare versiune prin specificarea datelor de înghețare. Odată ce o versiune este înghețată, sunt permise numai corecțiile esențiale (de exemplu, adăugarea și modificarea funcțiilor sunt interzise). Datele de înghețare sunt definite pentru fiecare etapă.
Specificațiile 3GPP sunt transpuse în livrabile de către partenerii organizaționali.